# Angélica Chaín
Angélica Elizabeth Chahín Martínez (Orizaba, Veracruz, 24 de mayo de 1956), conocida como Angélica Chaín, es una actriz mexicana.

## Biografía y carrera

### Primeros años
Chain nació en Orizaba, Veracruz, México en 1956, hija de un hombre de ascendencia árabe y de una mujer mexicana. La familia de su padre era del Líbano. Chain se involucró en la industria del entretenimiento cuando era adolescente.

### Trayectoria y vida
En su inicio como vedette a los 17 años en el Teatro Iris, usaba el nombre artístico de Liz Chahín.
En la década de 1970 llegó a aparecer en varias fotonovelas, recordada por Muchachas de oficina, Rojo atardecer, A la sombra del divorcio o La mala vida de una chica buena, casi siempre en papeles de femme fatale. Del mismo modo se inició en la actuación en el cine a comienzos de la década de 1970 en la película Santo y Blue Demon contra el doctor Frankestein (1973) y formo parte de diversas películas mayormente sexi-comedias realizadas entre mediados de la década de 1970 y comienzos de la década de 1990, donde, por sus encantos, se convirtió en uno de los símbolos sexuales del cine mexicano. Su evolución artística continuó hasta el punto en que se involucró en la producción de sus propios filmes, pero finalmente se retiró del ambiente cinematográfico en 1991.
Se casó con el empresario Ricardo Martí García y luego contrajo matrimonio con el controvertido multimillonario mexicano Enrique Molina Sobrino. El 27 de octubre de 1994, creó la «Fundación Angie», establecida con el objetivo de apoyar humanitariamente a niños y jóvenes sin fines de lucro, pero años más tarde quedó inactiva.

## Filmografía

### Cine
- Santo y Blue Demon contra el Doctor Frankenstein (1973) como Lilia
- Me caíste del cielo (1975) como Gabriela
- El padrino... es mi compadre (1975) como Enfermera
- El alegre divorciado (1976) como Chuchi
- La virgen de Guadalupe (1976) como Doña Blanca
- Lo veo y no lo creo (1977) como Patricia
- Deseos (1977) como Teresa
- Mataron a Camelia la Texana (1978) como Camelia
- El latigo (1978)
- Mil millas al sur (1978) como Diana
- Cuando tejen las arañas (1979) como Claudia
- Matar por matar (1979)
- Cadena perpetua (1979) como Rosa Martínez
- El sexo me da risa (1979)
- Muñecas de medianoche (1979) como Fichera
- Memorias de un visitador médico (El sexólogo) / Mírame con ojos pornográficos (1980) como la Dra. San Román
- Burlesque (1980) como Sheena
- Para usted jefa (1980) como Fanny Morales
- Rigo es amor (1980) como Arcadia
- El vecindario 1 (1981) como Julieta
- El sexo de los ricos (1981) como Margaret Seton
- Como México no hay dos (1981)
- Profesor eróticus (1981) como Helga
- Las siete cucas (1981) como Cuca Remedios
- El ratero de la vecindad (1982)
- El día de los albañiles: Los maistros del amor como Beatriz
- La pulquería 2 (1982) como Rosita
- Las computadoras (1982) como Mayté/María Teresa Álvarez
- 41 el hombre perfecto (1982) como Sandy
- El vecindario 2 (1983) como Soledad
- Chile Picante (1983) (segmento "La infidelidad") como esposa de Porfirio
- Buenas, y con... movidas (1983) como Piadosa
- Las vedettes (1983)
- Escuela de placer (1984) como La Piadosa
- Entre ficheras anda el diablo - La pulquería 3 (1984) como Perla
- Macho que ladra no muerde (1984)
- Perros salvajes (1984) como Daniela
- El ratero de la vecindad II / La banda de la Carcacha como Rosita (1985)
- El día de los albañiles 2 (1985) como Beatriz
- La buena vida - Paraíso erótico (1985)
- Barrio salvaje (1985)
- Polícía de narcóticos (1986) como Albina
- Los verduleros (1986) como Soledad
- Ratas de la ciudad (1986) como Rita González
- El día de los albañiles 3 (1987) como Beatriz
- Casa de muñecas para adultos como Silvia Corzo (1987)
- Destrampados en Los Ángeles (1988) como Princesa
- El solitario indomable (1988) como Eva
- Rumbera caliente (1989)
- El diario íntimo de una cabaretera (1989) como Jessica/Angélica
- La tentación (1991) como Susana
- Hembras de tierra caliente (1991) como Carmen Pérez

### Televisión
- Pecado de amor (1978) como Lina
- Extraños caminos del amor (1981) como Olga
- Al final del arco iris (1982) como Myriam
- El maleficio (1983) como Cinthia
- Juana Iris (1985) como Marcela
- Seducción (1986) como Roxana